# 4081 Tippett
4081 Tippett eller 1983 RC2 är en asteroid i huvudbältet som upptäcktes den 14 september 1983 av den amerikanske astronomen Edward L.G. Bowell vid Anderson Mesa Station. Den är uppkallad efter den brittiske kompositören Michael Tippett.
Asteroiden har en diameter på ungefär 7 kilometer.